# برگ‌بویی شیلی
برگ‌بویی شیلی (نام علمی: Laurelia sempervirens) نام یک گونه از سرده برگ‌بویی‌های جنوبی است.